# International Fistball Association
Die International Fistball Association (IFA) ist der Weltverband für die Sportart Faustball. Sie setzt sich aus den in den jeweiligen Staaten anerkannten nationalen Verbänden zusammen, die in ihren Ländern das Faustballspiel (Feld- und Hallenfaustball) sowie die von der International Fistball Association betriebenen artverwandten Spiele betreuen. Gegründet wurde die IFA (früher Internationaler Faustball-Verband IFV) am 30. Januar 1960 in Frankfurt am Main.

## Geschichte

### Gründungsjahre
Die ersten Vorhaben zur Gründung eines Internationalen Faustballverbandes gab es Ende der 1950er Jahre. Im Oktober 1958 fand dann bei einer Regelkonferenz im italienischen Bozen der erste Internationale Zusammenschluss statt. Während der Sitzung, an denen Vertreter aus der Bundesrepublik Deutschland, Österreich, der Schweiz und Italien teilnahmen, fanden Abstimmungen der Regeln sowie die Präsentation des Satzungsentwurf für den Internationalen Faustballverband (IFV), erarbeitet durch den Österreicher Erich Petschnek, statt. Die Delegation der DDR erhielt keine Einreisegenehmigung.
Am 30. Januar 1960 fand dann in Frankfurt am Main die Gründung des IFV statt. Gründungsverbände waren der Deutsche Turner-Bund (BRD), der Deutsche Faustballverband der DDR und der Österreichische Handball und Faustball Bund. Zehn Monate später, am 12. November 1960, trafen sich Vertreter aus der BRD, der DDR, Österreich, der Schweiz, Italien und Brasilien zum ersten Konstituierenden Kongress des Internationalen Faustball-Verbandes, wieder in Frankfurt am Main. Während der Sitzung wurde der Österreicher Erich Petschnek zum ersten Präsidenten des Faustballverbandes gewählt. Die weiteren Präsidiumsmitglieder waren Edgar Wünsche (DDR) als Vizepräsident, Albert Bank (BRD) als Generalsekretär und Erich Kinzel (BRD) in der Funktion des Kassenverwalters. Nach den drei Gründungsverbänden wurden auch der Deutsch-Chilenische Turnverband, der Argentinische Faustballverband und der Brasilianische Faustballverband aufgenommen. In den weiteren Jahren bis 1967 wurden auch der Schweizer Faustballverband, der Italienische Faustballverband (1962) und der Süd-Afrikanische Faustballverband (1966) aufgenommen.
Als erste Internationale Faustballveranstaltung für Nationalmannschaften organisierte der IFV 1963 den ersten Faustball-Europapokal (der Männer) und 1965 den ersten Wettbewerb der Nationalmannschaften, die Faustball-Europameisterschaften der Männer.

### Jahre 1968–1982
Bestrebungen zur ersten Faustball-Weltmeisterschaft gab es bereits seit der Gründung des IFV. 1968 fanden die ersten Weltmeisterschaften der Männer dann in Österreich statt. In Steyr, Altheim, Gallneukirchen, Wels (Vorrunde) und Linz (Endrunde) wurden die Begegnungen ausgetragen. Insgesamt acht Nationen, darunter auch der neu aufgenommene Verband aus Kanada, nahmen teil. Den ersten Weltmeistertitel gewann die Mannschaft der Bundesrepublik Deutschland, vor der aus Österreich und der aus der DDR. 1969 fand dann auf einem außerordentlichen Kongress des Präsidiums die Verabschiedung des Regelwerks, die Vorbereitung für den Kongress 1970 und ein Beschluss zum Hallenreglement statt. Anlässlich der zweiten Faustball-Weltmeisterschaft der Männer 1972 in Bayern, an denen mit Neuling Südwestafrika sieben Länder teilnahmen, wurde am Finalort Schweinfurt der achte Kongress abgehalten. Mit Alfred Reifeschneider aus Chile wurde zum ersten Mal ein Nicht-Europäer in das Präsidium gewählt. Ebenfalls 1972 wurde der Faustball-Verband in Lausanne als Mitglied der Vereinigung der internationalen Sportverbände (AGFI) aufgenommen. Die dritte Faustballweltmeisterschaft fand 1976 dann zum ersten Mal in Südamerika statt. Ausrichter war der Faustballverband Brasilien, die Finalspiele fanden in Novo Hamburgo statt. Den Titel sicherte sich die Mannschaft der BRD – und das zum dritten Mal in Folge. 1979 in der Schweiz und 1982 in der Bundesrepublik wurden die Weltmeisterschaften vier und fünf ausgetragen. Auch hier gewann die Mannschaft der Bundesrepublik Deutschland den WM-Titel. Auf dem Kongress während der WM 1982 in Hannover wurden Änderungen der Spielregeln in Bezug auf Zulassung von Netz und Band mit sofortiger Wirkung in Kraft gesetzt. Dazu übergab Erich Petschnek sein Präsidentenamt an den vorherigen Vizepräsidenten Hans Beutler aus der Schweiz. Petschnek wurde zum Ehrenpräsidenten ernannt.

### Jahre 1983–1999
Faustball gehörte bei der zweiten Austragung der World Games 1985 zum ersten Mal zu den teilnehmenden Sportarten. Die Bundesrepublik Deutschland setzte sich im Teilnehmerfeld, das mit Österreich, der Schweiz und Brasilien aus den besten Teams der Welt bestand, durch. Nur ein Jahr später feierte der Faustball-Weltcup seine Premiere. Der Sieger des Südamerikapokals unterlag auf heimischer Anlage dem Sieger des Europapokals vom TSV Bayer 04 Leverkusen. Kurz zuvor fand in der argentinischen Hauptstadt Buenos Aires die Faustball-Weltmeisterschaften der Männer statt. Hans Beutler gab sein Amt als Präsident Dr. Hans Kollmann (Österreich) weiter. Mit ihm an der Spitze feierte der Verband während der Weltmeisterschaft 1990 in Österreich sein 30-jähriges Bestehen. Mit den Neuaufnahmen von Uruguay (1986) und Dänemark (1990) nahmen bei der Endrunde in Vöcklabruck zum ersten Mal elf Nationen teil, zu diesem Zeitpunkt ein Teilnehmerrekord. Bereits zwei Jahre später trafen sich die Nationen bei den Weltmeisterschaften in Chile, 1995 dann in Namibia. Für beide Nationen war es die erste Austragung eines solchen Faustballevents. Ab Namibia legte das Präsidium fest, die Weltmeisterschaften fortan alle vier Jahre stattfinden zu lassen – damit immer im zweijährigen Wechsel mit den World Games. In Windhoek löste zudem Ernesto Dohnalek aus Argentinien den bisherigen Präsidenten Dr. Hans Kollmann ab. Eine Premiere feierte der IFV 1994 in Dohnaleks Heimatland. In Buenos Aires wurde die erste Faustball-Weltmeisterschaft der Frauen ausgetragen. Acht Nationen traten in Argentinien an, wie bei den Männern in den Jahren zuvor, gewann Deutschland den Titel. Auch bei der zweiten Austragung 1998 in Österreich stand das deutsche Team ganz oben auf dem Siegerpodest. 1999 gewann mit Brasilien dann zum ersten Mal eine andere Nation den WM-Titel bei den Männern. Bei WM-Austragung in Olten wurde zudem beschlossen, die Leinenhöhe bei Spielen der Damen, Juniorinnen und weibliche Jugend auf 1,90 m zu reduzieren. Als neue Faustballnationen wurden die Vereinigten Staaten und Japan, Austragungsort der nächsten World Games, bestätigt.

### Jahre 2000–2010
Zu Beginn des neuen Jahrtausends trafen sich zum ersten Mal die U18-Teams der Jungen aus acht Nationen zur ersten Faustball-Weltmeisterschaft der U18-Nationalteams. Im italienischen Bozen gewann Brasilien, 2006 folgte dann im chilenischen Llanquihue die ersten WM der weiblichen U18 – mit Deutschland als erstem Titelträger. Bei den Weltmeisterschaften der Männer 2003 in Porto Alegre (Brasilien) beschloss der Kongress die Umbenennung des Internationalen Faustballverband in International Fistball Association (IFA). Die bisherige Technische Kommission wurde ab diesem Zeitpunkt nicht mehr als Organ der IFA, sondern als ständige Kommission geführt. Als Sprache der IFA wurden Deutsch und Englisch festgelegt. Die Zusammensetzung des Präsidiums wurde in der Satzung mit Präsident, Generalsekretär und bis zu neun weiteren Mitgliedern, davon mindestens einem Vizepräsident angepasst. Indien wurde zudem als neues Mitgliedsland aufgenommen. Bei den Weltmeisterschaften 2007 im niedersächsischen Oldenburg beschloss der Kongress, bei der Teilnahme von erstmals zwölf Nationen, die Änderung der Spielregel auf eine Satzlänge bis elf Gutpunkte. Pakistan, Nepal, Albanien, Taiwan, Serbien und Catalunya/Spanien wurden in die IFA aufgenommen.

### Jahre 2011–heute
Bei den Weltmeisterschaften der Männer 2011 in Pasching beerbte der Österreicher Karl Weiß das Präsidentenamt von Ernesto Dohnalek. Mit ihm begann eine noch größere Verbreitung der Sportart in die gesamte Welt. Weiß verfolgt dabei die Anerkennung zu einer olympischen Sportart. Hierfür fand auch die Organisation der IFA einer Neustrukturierung. Kontinentalverbände wurden gegründet, die fortan für die Ausrichtung der kontinentalen Meisterschaften verantwortlich sind. Dazu begrüßte der Weltverband mit Australien, Südafrika, Pakistan und Kolumbien 2015 weitere Faustballnationen und ist damit als Sportart auch auf allen Kontinenten vertreten. Zudem fand die Struktur der Präsidiums und der ständigen Kommission in der IFA eine Neustrukturierung. Zum geschäftsführenden Präsidium gehörten fortan neben dem Präsidenten, dem Vizepräsidenten, dem Generalsekretär und dem Finanzreferenten auch der Vorsitzende der neuen Sportkommission an. 2014 wurde bei der Frauen-Weltmeisterschaft in Dresden mit zehn teilnehmenden Nationen eine neue Bestmarke erreicht und zudem festgelegt, die WM der Frauen alle zwei Jahre auszutragen. Auch bei der Weltmeisterschaft der Männer 2015 in Argentinien erreichte das Teilnehmerfeld mit 14 Nationen eine neue Bestmarke. In Südafrika fand zudem 2016 erstmals eine Faustball-Weltpokal nicht in den arrivierten Faustballnationen statt. Ein Meilenstein gelang dem Weltverband zu Beginn des Jahres 2017. Mit dem Umzug des Sitzes nach Linz gelang es, mit dem Österreicher Christoph Oberlehner zum ersten Mal einen hauptberuflichen Geschäftsführer zu installieren. Außerdem wurde in diesem Jahr die IFA Fistball World Tour eingeführt. Ähnlich wie beim Tennis, können Faustball-Vereinsteams an Turnieren teilnehmen und Punkte für eine Jahresrangliste erspielen. Die beiden bestplatzierten Mannschaften qualifizieren sich, gemeinsam mit den Siegern der Kontinentalverbände für die IFA Fistball World Tour Finals, die im Jahr 2018 zum ersten Mal ausgetragen werden.

## Organisation

### Präsident
Im Rahmen des 23. Kongresses des Internationalen Faustballverbandes IFA wurde am 14. August 2019 in Winterthur Jörn Verleger aus Deutschland zum sechsten Präsidenten der IFA gewählt Er löste damit Karl Weiß aus Österreich ab, der nach zwei Amtszeiten nicht wieder kandidierte.
| Name                    | Nationalität | von                  | bis             |
| ----------------------- | ------------ | -------------------- | --------------- |
| Erich Petschnek         | Österreich   | 1960                 | 1982            |
| Hans Beutler            | Schweiz      | 1982                 | 1986            |
| Hans-Christian Kollmann | Österreich   | 1986                 | 1995            |
| Ernesto Dohnalek        | Argentinien  | 1995                 | 11. August 2011 |
| Karl Weiß               | Österreich   | 11. August 2011      | 14. August 2019 |
| Jörn Verleger           | Deutschland  | seit 14. August 2019 |                 |

### Generalsekretär
Der Generalsekretär sorgt für den reibungslosen Ablauf der Verwaltungsgeschäfte.
Seit dem 14. August 2019 ist der Generalsekretär Christoph Oberlehner aus Österreich.

### Präsidium
Das Präsidium besteht aktuell aus 19 Personen.
| Name                 | Nationalität | Funktion                         | seit              |
| -------------------- | ------------ | -------------------------------- | ----------------- |
| Jörn Verleger        | Deutschland  | Präsident                        | 14. August 2019   |
| Giana Hexsel         | Brasilien    | Vize-Präsidentin                 | 14. August 2019   |
| Vikki Buston         | Neuseeland   | Vize-Präsidentin                 | 14. August 2019   |
| Steve Schmutzler     | Deutschland  | Vize-Präsident                   | 14. August 2019   |
| Christoph Oberlehner | Österreich   | Generalsekretär                  | 14. August 2019   |
| Franz P. Iten        | Schweiz      | Finanzreferent                   | 14. November 2015 |
| Winfried Kronsteiner | Österreich   | Vorsitzender der Sportkommission | 14. November 2015 |

| Name                | Nationalität       | Funktion                                      | seit              |
| ------------------- | ------------------ | --------------------------------------------- | ----------------- |
| Roger Willen        | Schweiz            | Präsidiumsmitglied                            | 14. November 2015 |
| Alwin Oberkersch    | Deutschland        | Präsidiumsmitglied                            | 14. November 2015 |
| Rodrigo Böttger     | Chile              | Präsidiumsmitglied                            | 14. August 2019   |
| Kim Kruse           | Vereinigte Staaten | Präsidiumsmitglied                            | 14. August 2019   |
| Katharina Lackinger | Österreich         | Vorsitzende der Athletenkommission            | 22. November 2019 |
| Eric Kindler        | Vereinigte Staaten | Stv. Vorsitzende der Athletenkommission       | 25. Februar 2017  |
| Uwe Schneider       | Deutschland        | Vorsitzender der Jugendkommission             | 15. November 2015 |
| Valentin Weber      | Österreich         | Vorsitzender der Medienkommission             | 15. Januar 2017   |
| Franco Giori        | Schweiz            | Präsident European Fistball Association       | 15. November 2015 |
| Cristiane Suffert   | Brasilien          | Präsidentin Pan American Fistball Association | 20. November 2016 |
| Cheng Tsz-man       | Hongkong           | Präsident Asia Fistball Association           | 9. Mai 2021       |
| Blase Dowall        | Neuseeland         | Kontinentalverband Ozeanien                   | 14. August 2019   |
| Anke Baas           | Namibia            | Kontinentalverband Afrika                     | 15. November 2015 |

### Kommissionen
- Sportkommission: Vorsitzender Winfried Kronsteiner ( Österreich)
- Athletenkommission: Vorsitzende Katharina Lackinger ( Österreich)
- Medien- und Marketingkommission: Vorsitzender Valentin Weber ( Österreich)
- Frauenkommission: Vorsitzende Wioleta Franczyk ( Polen)
- Jugendkommission: Vorsitzender Uwe Schneider ( Deutschland)
- Breitensportkommission: Vorsitzender Peter Hinterholzer ( Österreich)
- Entouragekommission: Vorsitzende Patrícia Schmitt Lebert ( Brasilien)
- Medizinische Kommission: Vorsitzende Giana Hexsel ( Brasilien)
- TUE-Ausschuss: Vorsitzender Carlos Dillenburg ( Brasilien)
- Doping-Kontrollausschuss: Vorsitzende Pia Neundlinger ( Österreich)
- Para-Kommission: Vorsitzender Jörn Verleger ( Deutschland)
- Ethikkommission: Vorsitzender Volker Bernardi ( Deutschland)

## Kongresse
Seit der Verbandsgründung im November 1960 finden Kongresse des Internationalen Faustballverbandes statt. Seit dem Jahr 1972 werden diese anlässlich der Faustball-Weltmeisterschaften der Männer abgehalten.
| Nr.   | Datum               | Ort                    |
| ----- | ------------------- | ---------------------- |
| I.    | 12. November 1960   | BR Deutschland         |
| II.   | 10. November 1962   | Linz                   |
| III.  | 28. November 1964   | Schaffhausen           |
| IV.   | 9. Oktober 1966     | Bozen                  |
| V.    | 26. Oktober 1968    | Garmisch-Partenkirchen |
| VI.   | 21. Juni 1969       | Pfungstadt             |
| VII.  | 4. September 1970   | Olten                  |
| VIII. | 17./18. August 1972 | Schweinfurt            |
| IX.   | 13. Oktober 1973    | Bozen                  |
| X.    | 13. September 1974  | Linz                   |

| Nr.    | Datum                  | Ort          |
| ------ | ---------------------- | ------------ |
| XI.    | 7. Oktober 1976        | Porto Alegre |
| XII.   | 31. August 1979        | St. Gallen   |
| XIII.  | 16. September 1982     | Hannover     |
| XIV.   | 9. Oktober 1986        | Buenos Aires |
| XV.    | 19./20. September 1990 | Linz         |
| XVI.   | 25. November 1992      | Llanquihue   |
| XVII.  | 27. August 1995        | Windhoek     |
| XVIII. | 24. August 1999        | Olten        |
| XIX.   | 20. November 2003      | Porto Alegre |
| XX.    | 6. August 2007         | Oldenburg    |

| Nr.    | Datum             | Ort                    |
| ------ | ----------------- | ---------------------- |
| XXI.   | 11. August 2011   | Pasching               |
| XXII.  | 18. November 2015 | Villa General Belgrano |
| XXIII. | 14. August 2019   | Winterthur             |
| XXIV.  | 2023              | Mannheim               |

## Mitglieder
Diese 67 Länder sind aktuell Mitglieder im internationalen Faustballverband.
| Europa (23 Nationen)   | Europa (23 Nationen) | Europa (23 Nationen) | Europa (23 Nationen) | Europa (23 Nationen) |
| ---------------------- | -------------------- | -------------------- | -------------------- | -------------------- |
| Albanien               | Belgien              | Dänemark             | Deutschland          | Griechenland         |
| Vereinigtes Königreich | Island               | Italien              | Malta                | Niederlande          |
| Nordmazedonien         | Österreich           | Polen                | Portugal             | Russland             |
| Schweiz                | Serbien              | Spanien              | Schweden             | Tschechien           |
| Ukraine                | Ungarn               | Zypern               |                      |                      |

| Afrika (14 Nationen) | Afrika (14 Nationen) | Afrika (14 Nationen) | Afrika (14 Nationen)         | Afrika (14 Nationen) |
| -------------------- | -------------------- | -------------------- | ---------------------------- | -------------------- |
| Benin                | Burkina Faso         | Elfenbeinküste       | Kamerun                      | Kenia                |
| Marokko              | Namibia              | Nigeria              | Südafrika                    | Sierra Leone         |
| Eswatini             | Uganda               | Togo                 | Zentralafrikanische Republik |                      |

| Asien (13 Nationen) | Asien (13 Nationen) | Asien (13 Nationen) | Asien (13 Nationen) | Asien (13 Nationen) |
| ------------------- | ------------------- | ------------------- | ------------------- | ------------------- |
| Afghanistan         | Volksrepublik China | Hongkong            | Chinesisch Taipeh   | Indien              |
| Iran                | Japan               | Kuwait              | Mongolei            | Nepal               |
| Pakistan            | Südkorea            | Sri Lanka           |                     |                     |

| Panamerika (12 Nationen) | Panamerika (12 Nationen) | Panamerika (12 Nationen) | Panamerika (12 Nationen) | Panamerika (12 Nationen) |
| ------------------------ | ------------------------ | ------------------------ | ------------------------ | ------------------------ |
| Argentinien              | Bolivien                 | Brasilien                | Chile                    | Dominikanische Republik  |
| Haiti                    | Kanada                   | Kolumbien                | Trinidad und Tobago      | Uruguay                  |
| Venezuela                | Vereinigte Staaten       |                          |                          |                          |

| Ozeanien (5 Nationen) | Ozeanien (5 Nationen) | Ozeanien (5 Nationen) | Ozeanien (5 Nationen) | Ozeanien (5 Nationen) |
| --------------------- | --------------------- | --------------------- | --------------------- | --------------------- |
| Australien            | Cookinseln            | Fidschi               | Neuseeland            | Samoa                 |

## Veranstaltungen
Die IFA organisiert folgende Veranstaltungen:

### Aktuell

#### Feld
- Faustball-Weltmeisterschaften
- Faustball-Asien-Pazifikmeisterschaften
- IFA Fistball World Tour
- IFA Fistball World Tour Finals
- World Games

### Ehemals
- Faustball-Weltpokal

Bis Ende 2015 wurden auch Veranstaltungen von der IFA organisiert und durchgeführt, die seither vom europäischen Faustballverband (EFA) übernommen wurden. Es waren dies:

#### Feld
- Faustball-Europameisterschaften
- Faustball-Europapokal der Männer
- Faustball-Europapokal der Frauen
- IFA-Pokal (Männer)
- Jugend-Europacup (ARGE-Alp Cup)
- Internationales Jugendcamp

#### Halle
- Europapokal Halle
- Europapokal Halle Vereinsmannschaften